# Orville Redenbacher's

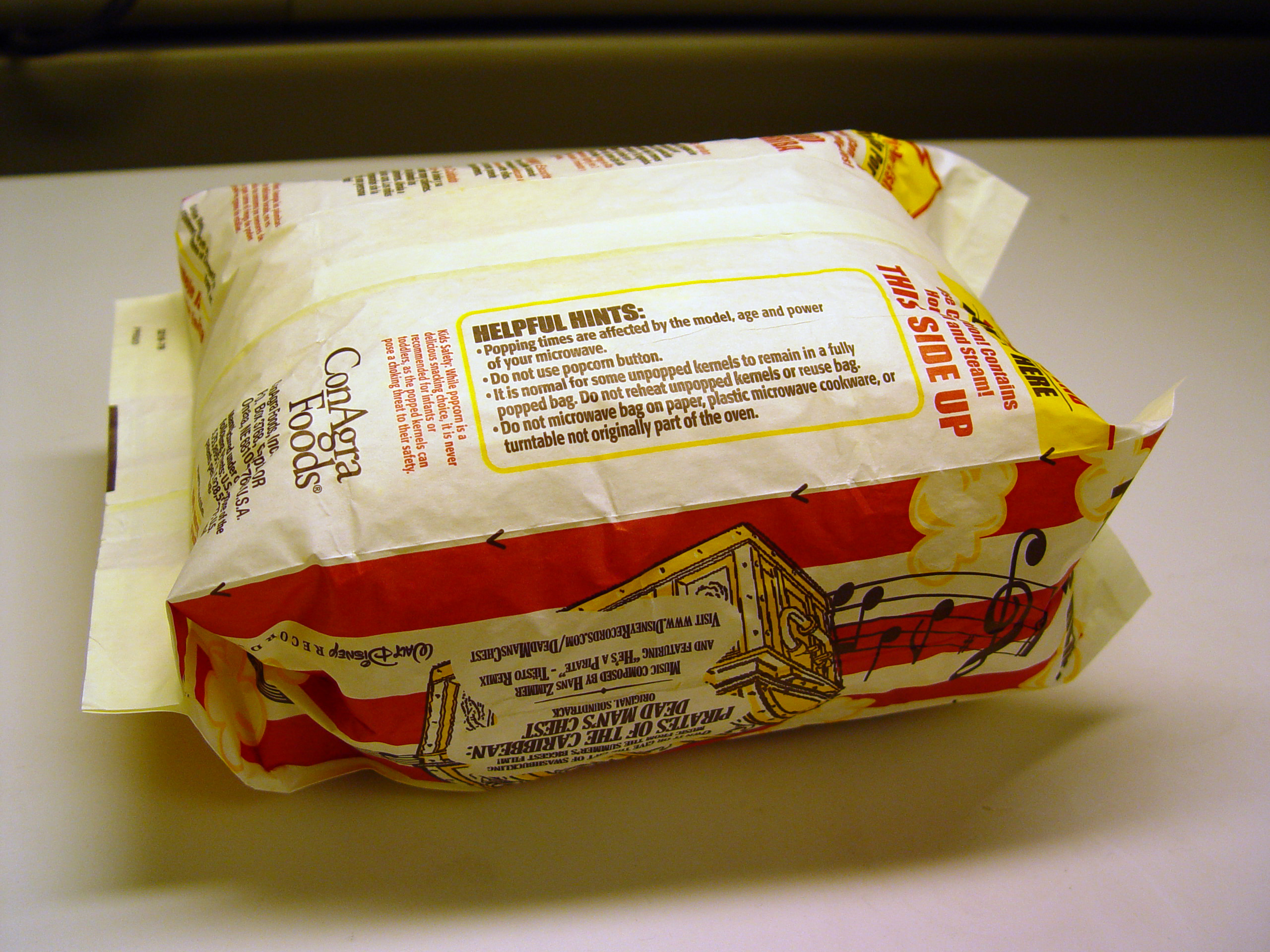
Aujourd'hui, la marque Orville Redenbacher's qui continue de produire et de vendre du popcorn sous la marque Orville Redenbacher's dans le monde entier.

Orville Redenbacher's Gourmet Popping Corn est une marque américaine de pop-corn appartenant au groupe agroalimentaire ConAgra Foods. 
Elle est à l'origine fondée par Orville Redenbacher, figure emblématique de la marque, et Charles F. Bowman (en) en 1969. La particularité du pop-corn lancé par Orville Redenbacher est son volume d'expansion bien plus important que les variétés de pop-corn classiques. En cinq ans, la marque devient leader au niveau national. En 1976, Orville Redenbacher et Charles F. Bowman (en) vendent la société au groupe Hunt Foods, et Orville Redenbacher devient ambassadeur de la marque. Il est célèbre pour ses nombreuses apparitions dans les publicités télévisées de la marque.